# スザンヌ (タレント)
スザンヌ（Suzanne、本名：山本 紗衣（やまもと さえ）、1986年〈昭和61年〉10月28日 - ）は、日本のタレント、歌手、YouTuber、元グラビアアイドル、実業家。アイドルグループ『中野風女シスターズ』『風男塾』、歌手グループ『Pabo』・『アラジン』の元メンバー（いずれも、2011年に解散）。株式会社yama代表取締役社長。株式会社ケイダッシュステージ所属。
熊本県出身。第一薬科大学付属高等学校卒業。

## 略歴

### 生い立ち
1986年（昭和61年）、熊本県鹿本郡植木町（現在の熊本市北区の一部）で2人姉妹の長女として生まれる。幼稚園の年長の頃に熊本市中央区へ転居。幼少期は、大人しく手のかからない子供だった。
中学生時代は卓球部に所属。14歳の頃に市内の下通でモデルとしてスカウトされ、CMに出演するなど芸能活動を始めた。学力面は不十分で、三者面談でも「熊本で確実に合格できる高校はない」と言われ、祖母の知人に紹介された芸能コースのある福岡市の第一経済大学付属高等学校（当時。現在の第一薬科大学付属高等学校）へ進学。
高校を2年生の時に中退した上で芸能活動を開始し、福岡の芸能事務所に所属。モデル、ローカルタレントとして、福岡を中心に活動しつつ引っ越しのアルバイトなども励んだ。

### デビュー後
『MTM』に出演した際、同局のプロデューサーから声が掛かり、現在の事務所へ移籍するために2006年（平成18年）春に上京。2006年から『blog TV』木曜日22時00分の生放送で「スザンヌのこれ見てネット」コーナーを担当する。2006年末に『グラビアトークオーディション』へ出演し、短い出演期間ながらハキハキとした明るいキャラクターをフジテレビプロデューサーに見出されて同局のバラエティ番組に起用された。
2007年（平成19年）3月2日から、アイドルグループ 『中野腐女子シスターズ』に健康オタク担当として加入し、2008年3月15日の卒業までメンバーを務めた。所属当時のイメージカラーは黄色、その後、金色へ格上げされた。
2007年（平成19年）5月に初出演した 『クイズ!ヘキサゴンII』の珍解答から常連解答者になると話題になり、その後バラエティ番組出演が急増。2007年9月に、テレビ番組の企画ユニット 『Pabo』（里田まい・木下優樹菜と参加）のメンバーとしてCDデビューし、2008年4月に連続ドラマ 『無理な恋愛』へ出演するなど、活動の場を広げた。
2008年11月18日に熊本県を日本全国にPRする「熊本県宣伝部長」に就任。任命式で「『知事』の仕事に頑張って取り組みたい」と述べ、蒲島郁夫熊本県知事（当時）を前に知事交代を宣言した。

### 結婚後
2010年3月17日発売の『FRIDAY』で、斉藤和巳と交際が報じられた。ブログで「彼はわたしにとって、とても大切な人」と表明し、斉藤も自身のブログで「彼女は僕にとって特別大事な人」とコメントした。2011年12月1日に結婚。
2013年8月に妊娠が判明し、10月から産休に入る。2014年1月6日22時39分に第1子の男児を出産。
2015年3月17日に斉藤と離婚したことを所属事務所を通して発表して18日に会見を開いた。5月に熊本市に転居。以後は全国的な仕事を差し控え、熊本を拠点として九州を中心に活動している。

### 高校に再入学して大学に
2021年4月4日、中退した高校の通信制である第一薬科大学付属高等学校に再入学することを明らかにし、2022年3月1日に自身のInstagramにて卒業したことを明らかにした。
2022年4月12日、日本経済大学に入学（福岡キャンパス経営学部芸創プロデュース学科ファッションビジネスコース）。

### 株式会社yama
2023年11月11日に本名名義で株式会社yamaを設立し、代表取締役社長に就任したことを発表。
2024年8月、自身が社長を務める株式会社yamaが熊本市河内町の元旅館を購入およびリノベーションし、新施設「KAWACHI BASE－龍栄荘－」として再生させ、今年12月にプレオープン・イベントを開催する予定であることを明かした。2025年2年、グランドオープンした。

## 人物

### 家族
母親はかつてはモデルをしていたこともあり、地元の熊本市中央区でバー「キャサリン's BAR」を営んでいる。「キャサリン」は母親・藤本清美が切り盛りする店の常連であった外国人客が、「キヨミ」の「キ」からの連想で清美に付けた名である。
父親（実父ではなく母親の再婚相手なので継父）は元競輪選手の藤本博之。祖母は「ナンシー（本名：山本ナヲミ）」、妹は「マーガリン（本名：黒木真央（旧姓 山本））」 で、『テレビタミン』（熊本県民テレビ）のスペシャルゲストリポーターとして活動している。なお、二人の名はスザンヌによる命名ではない。

### その他
『九州青春銀行』で共演していた小倉優子、相沢まき、『ヘキサゴンII』で共演した里田まい、木下優樹菜と親しく、また中村知世は第一経済大学付属高等学校芸能科の同級生である。植野堀誠とは同郷の隣の中学校で同じ塾の仲間である。さらに競輪選手の合志正臣と同じ小学校に通学していた。
カラオケは大好きと公言しているが、カラオケ以外で歌を歌うことは苦手としている。
好きなアーティストに倉木麻衣を挙げている。
読書家であり、自分がその日購入した本や、その本の感想を自身のブログで発表することがある。ミステリーや恋愛小説を好むが、難解な漢字は適当に読むこともある。健康維持のために青汁を飲むのが日課となっている。
ロックバンドTHE イナズマ戦隊の楽曲「Oh!スザンヌ」でモデルを務め、彼らのイベントにゲストとして登場した。「Oh!スザンヌ」はファースト写真集のタイトルにも使われている。

### クイズ! ヘキサゴンII
2007年5月2日放送分で初出演し、「予選ペーパーテスト」で最下位となり、クイズ本編では珍解答を連発した。その後常連出演するようになると里田まい、つるの剛士、木下優樹菜、上地雄輔、野久保直樹とともに「ヘキサゴンおバカ6人組」と呼ばれるようになり、「おバカタレント」の代表格としてバラエティ番組への出演が増えるようになる。
同年8月に里田、木下と共にユニット『Pabo』結成し、夏の番組キャンペーンソング「恋のヘキサゴン」を歌唱。9月26日に、同曲のシングルが発売された。翌年につるの、上地、野久保のユニット『羞恥心』とのコラボユニット『アラジン』として新曲「陽は、また昇る」のリリースを発表し、7月30日にシングルが発売された。2009年4月8日放送分で庄司智春とユニット『トモとスザンヌ』を結成し、5月20日にシングル「出会えてよかった」が発売された。2010年に品川庄司のトリプルA面シングルで『スザンヌ×スザンぬ』として参加した。
2008年10月4日に行われたヘキサゴンファミリーコンサート『クイズ!ヘキサゴンII　ヒットパレード』では、自身が『ヘキサゴン』出演以前から参加しており同年の3月に卒業したユニット「中野腐女子シスターズ」のメンバーがゲストとして登場し、スザンヌのソロ曲の際に「Go! Fight! 腐女子シスターズ」を披露した。

### 芸名
芸名の由来について、雑誌『BOMB』初登場時に「タクシーの運転手に外国人に間違われたので、とっさにスザンヌですと答えてしまい、これがきっかけ」と語る。

## ユニット
- 中野風女シスターズ
- 腐男塾
  - ザン・黄更城（ざん・きさらぎ）
  - 黄島 斬（きじま ざん）
- Pabo
- アラジン

## 作品

### シングル
- 「恋のヘキサゴン」Pabo（2007年）
- 「陽は、また昇る」アラジン（2008年）
- 「WE LOVE ヘキサゴン」ヘキサゴンオールスターズ（2008年）
- 「出会えてよかった/お台場の女」トモとスザンヌ（2009年）
- 「泣いてもいいですか」ヘキサゴンオールスターズ（2009年）
- 「WE LOVE ヘキサゴン2009」ヘキサゴンオールスターズ（2009年）
- 「幸せになろう/恋」Pabo（2010年）
- 「サラリー☆マン/第三の男/レッド・アイ」スザンヌ×スザンぬ（2010年） ※初回盤のみ
- 「僕らには翼がある〜大空へ〜」ヘキサゴンオールスターズ（2010年）

### 映像作品
- 『九州青春銀行〜スザンヌの水族館でマーメイドショー!』（2007年）[注 3]

## 出演

### テレビ番組
現在の出演番組
- サタココ（くまもと県民テレビ、2020年4月4日 - ）- レギュラー

過去の出演番組
- 汐留イベント部（日本テレビ・関東ローカル、2006年 - 2010年）
- タケミネット（あっ!とおどろく放送局）
  - 2006年10月21日 - 2007年10月27日 - レギュラー
  - 2009年11月28日 - ゲスト
- ピーチーズの@お気に入り（RKB毎日放送） - 準レギュラー
- フリフリ song Book（フジテレビONE・TWO、2006年 - 2008年）- レギュラー
- 九州青春銀行（RKB毎日放送、2006年7月 - 2009年3月）- レギュラー
- グラビアトークオーディション（フジテレビ、2006年12月2日 - 9日・2007年1月20日 - 27日）
- アッコにおまかせ!（TBS）準レギュラー
- 金曜★ロンドンハーツ（テレビ朝日、2007年 - 2017年）準レギュラー
- 業界クイズ ミニキテ!（中京テレビ、2007年10月 - 2008年3月） - レギュラー
- ラジかるッ（日本テレビ・関東ローカル）
  - 2007年10月 - 2008年3月 - 木曜準レギュラー
  - 2008年4月 - 2009年3月 - 月曜日レギュラー
- 体操の時間。 （フジテレビ、2008年10月 - 2009年3月） - 月曜日、相沢まきと共演
- おもいッきりDON! （日本テレビ、2009年4月 - 9月） - 月曜日レギュラー（全編出演）
- フェイス（RKB毎日放送、2009年4月 - 2010年3月）
- おもいッきりPON! → PON!（日本テレビ、2009年10月 - 2013年10月） - 月曜日→金曜日→木曜日 「タレント」枠 レギュラー
- にうすざんす（TBS・関東ローカル、2009年10月 - 2010年3月）
- スザンヌの「勉強できない!」脱出計画（NHK教育）
- クイズ!ヘキサゴンII（フジテレビ、2007年5月 - 2011年9月） - 番組内では「レギュラー・準レギュラー」の概念がなく、不定期出演のため、便宜的に本欄に記載する。
- 爆笑レッドカーペット（フジテレビ） - 不定期出演
- さんまのSUPERからくりTV（TBS、2007年 - 2014年）
- 豆ごはん。（RKB毎日放送、2010年5月 - 2017年3月）
- 水野真紀の魔法のレストラン（RKB毎日放送、2016年4月 - 2017年12月）
- 福おかぁさん（RKB毎日放送、2017年4月26日 - 2018年3月14日）

テレビドラマ
- 無理な恋愛（関西テレビ、2008年4月 - 6月） - 姫野まどか 役

### 映画
- いぬばか（2009年） - 主演・宮内すぐり 役
- ゼブラーマン -ゼブラシティの逆襲-（2010年） - 美咲美香 役
- HOME 愛しの座敷わらし（2012年） - レストランの店員 役

### 声優
- それいけ!アンパンマン だだんだんとふたごの星（2009年） - キララ 役※母・キャサリン、妹・マーガリンと出演

### CM
- 武田メガネ
- ハウス食品 『うまかっちゃん』
- 三菱電機 『NTTドコモ D903iTV』
- ジョイフル
- ワイドレジャー 『楽市楽座・夢のワンダーランド編』
- ゼンリンデータコム 『ゼンリン地図+ナビ』 [注 4]
- ハピネット 『ブレイド ブラッド・オブ・カソン』 [注 5]
- 花王 『エッセンシャル』
- ディー・エヌ・エー 『モバオク』
- キャドバリー・ジャパン 『リカルデント』
- ゼンショー 『すき家』
- 九州旅客鉄道（JR九州） 『くまもと最高ザンス 観光キャンペーン』
- 雪国まいたけ 『雪国もやし』
- ゆめぴりか
- リブワーク（住宅建設）

### その他の主な出演作
- 高田スザンヌ - 携帯電話放送（Bee TV）
- DAMチャンネル（2008年4月 - 2009年4月） - 司会
- 九州産交バス「空港リムジンバス」（2009年5月 - ）一部停留所での車内放送アナウンス[33]
- CR大駒駒倶楽部@スザンヌ - 遊戯機（豊丸産業）
- ケイダッシュステージの殴るなら殴れ!! #96（ニコジョッキー、2013年6月11日）

### PV
- Noa『約束… feat.LGYankees』

### NHK紅白歌合戦出場歴
| 年度/放送回               | 回 | 曲目                                 | 出演順 | 対戦相手 | 備考                                                    |
| ------------------------- | -- | ------------------------------------ | ------ | -------- | ------------------------------------------------------- |
| 2008年（平成20年）/第59回 | 初 | 羞恥心～陽は、また昇る紅白スペシャル | 19/26  | aiko     | クイズ!ヘキサゴンII内のユニット(羞恥心 with Pabo)で出場 |

## 書籍

### 写真集
- Oh!スザンヌ（2008年3月20日、講談社、撮影：宮澤正明）ISBN 978-4063078695
- 22（2008年10月26日、講談社、撮影：宮澤正明）ISBN 978-4063078701
- SECOND SEASON（2011年9月24日、ワニブックス、撮影：宮澤正明）ISBN 978-4847043956[34]